# Температура Моріна

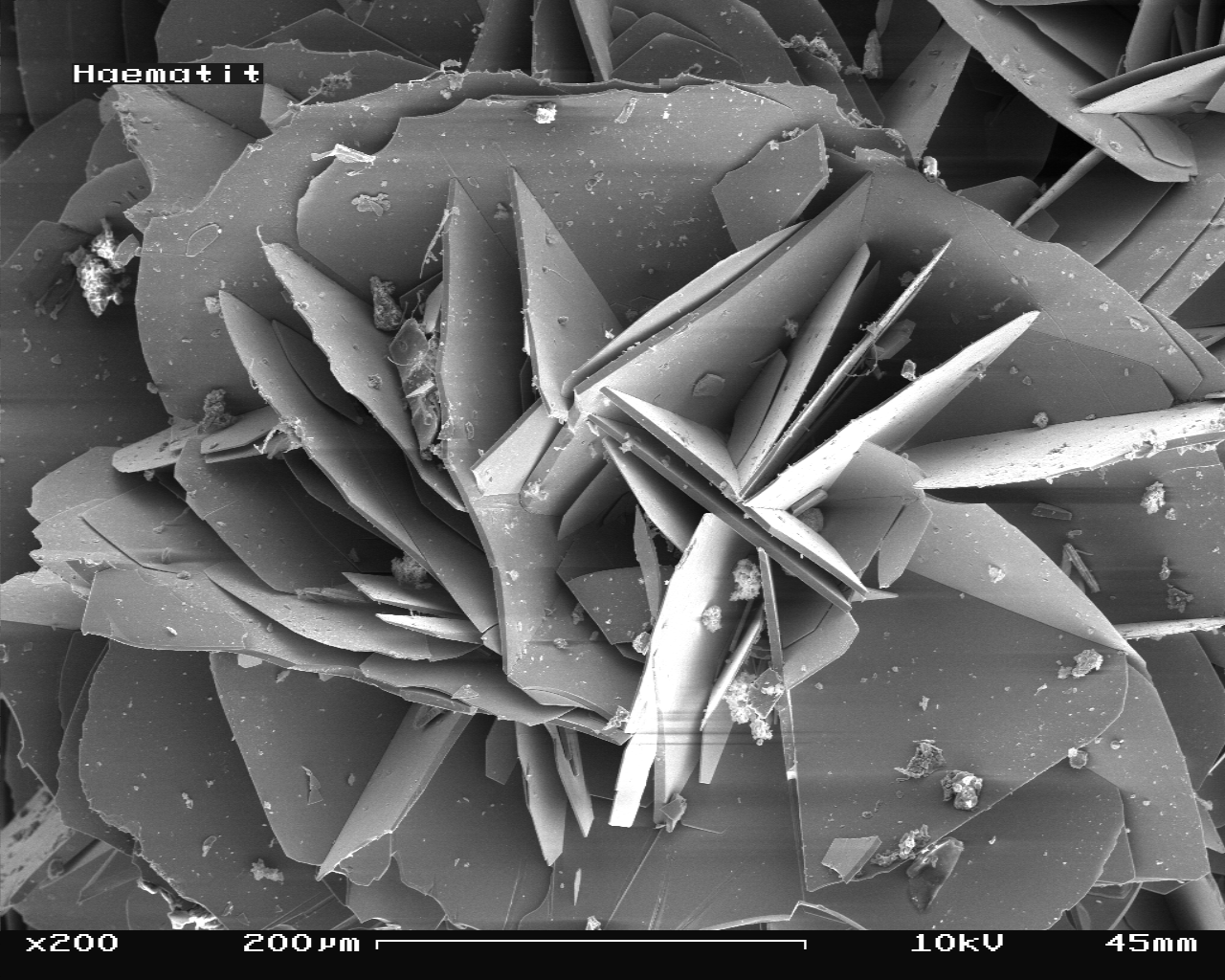
Гематит, побачений за допомогою скануючого електронного мікроскопа (SEM), збільшення 200-кратне.

Перехід Моріна (також відомого як спін-флоп перехід) — температура, при якій в магнітоупорядкованих кристалах відбувається переорієнтація спінів магнітно-активних йонів від однієї кристалічної осі до іншої, яка супроводжується переходом кристалу з слабоферомагнітного в антиферомагнітний стан. Вперше цей перехід спостерігав Ф. Дж. Морін в природному гематиті (α-Fe2O3) при зниженні температури до TM = 260 К

. .